# Калачевский, Николай Егорович
Николай Егорович Калачевский (Колачевский; 1780—1866) — полковник, участник наполеоновских войн.

## Биография
Происходил из дворян Смоленской губернии. Службу начал 1 июня 1797 года кавалергардом. При расформировании Кавалергардских эскадронов переведён 29 ноября 1797 года портупей-юнкером в Сумской гусарский полк.
В 1799 году участвовал в походе в Швейцарию, участвовал в сражении при Цюрихе. 15 сентября 1802 года произведён в корнеты. 1 марта 1804 года назначен полковым адъютантом, а 25 июля того же года произведён в поручики.
Участвовал во всех сражениях во время войны четвёртой коалиции. 29 мая 1807 года назначен бригадным адъютантом генерал-майора графа П. П. фон дер Палена. За отличие в сражении при Прейсиш-Эйлау 27 января 1807 года награждён золотым крестом. Участвовал в сражениях при Гуттштадте 23-28 мая 1807 года и Гейльсберге 29 мая 1807 года, за что награждён Аннинским оружием. В сражении под Фридландом 2 июня 1807 года был «ранен в голову черепом от бомбы» и награждён золотой саблей с надписью «За храбрость».
С 16 апреля 1811 года назначен дивизионным адъютантом графа П. П. фон дер Палена. 28 мая 1811 года произведён в штабс-ротмистры. 24 сентября 1811 года переведён в Сибирский драгунский полк с оставлением в должности дивизионного адъютанта при графе фон дер Палене.
8 мая 1812 года произведён в капитаны. Участвовал в Отечественной войне 1812 года. За отличие в сражении под Витебском 15 июля 1812 года произведён в майоры (16 декабря 1812). За сражение под Смоленском награждён орденом Св. Анны 2-й степени, за Бородинское сражение награждён орденом Св. Владимира 4-й степени с бантом.
Участвовал в войне шестой коалиции, за сражение под Кульмом получил алмазные украшения к ордену Св. Анны 2-й степени. 20 июля 1814 года произведён в подполковники за отвагу в сражении под Лейпцигом. В ходе войны «за отличные дела» получил Высочайшее благоволение, награждён полным пенсионом жалования и орденом Св. Владимира 3-й степени. За подвиги во время войны получил от прусского короля военный орден Pour le Mérite.
30 декабря 1816 года «за ранами» был уволен от службы полковником, с мундиром и пенсионом половинного жалования.

## Награды
- Орден Святой Анны 4-й степени (20 мая 1808)[3]
- Золотая сабля с надписью «За храбрость» (20 мая 1808)[4]
- Орден Святой Анны 2-й степени (14 марта 1813); алмазные украшения к ордену (2 августа 1816)[5]
- Орден Святого Владимира 4-й степени с бантом (1813)
- Орден Святого Владимира 3-й степени (18 марта 1814)[6]
- Серебряная медаль «В память Отечественной войны 1812 года» (1814)
- Орден «Pour le Mérite» (13-18 октября 1814, королевство Пруссия)[7]

## Семья
Был женат на Екатерине Михайловне Александровой.
В 1819 году купил сельцо Звездуново в Гжатском уезде, где прожил всю жизнь. Успешно вёл хозяйство и помимо усадьбы имел к концу жизни четыре деревни в Ельнинском уезде, четыре деревни в Гжатском уезде, а также пол деревни в Венёвском уезде Тульской губернии. детей у отставного полковника не было и после смерти жены свои владения он завещал племяннику статскому советнику Николаю Николаевичу Калачевскому.
Через жену Н. Е. Калачевский приходился дядей революционерке Вере Засулич. Сестра его жены Феоктиста Михайловна Александрова вышла замуж за отставного капитана Ивана Петровича Засулича, и 27 июля 1849 года у них родилась дочь Вера.